# Калінінградська залізниця
Калінінгра́дська залізни́ця (філія РЖД) пролягає територією Калінінградської області. В 1992 виділена зі складу Прибалтійської залізниці. Має у своєму складі дільниці європейської залізничної колії 1435 мм, без зміни колії діє маршрут Калінінград-Пасажирський—Гдиня—Берлін.
Експлуатаційна довжина — 963 км

## Історія
Після 1946 року розпочалася інтеграція залізниць Східної Пруссії з залізничною системою СРСР. До 1939 року загальна довжина залізничних ліній на півночі Східної Прусії становила 1823 км. Більша частина місцевих ліній, особливо що йдуть в польську частину Східної Прусії була розібрана, інші лінії на стандартній колії перейшли на російську ширину колії за винятком дільниць, що забезпечують залізничне сполучення з суміжними країнами.